# حزب اتحاد عام جنوب وشمال الفونج
حزب اتحاد عام جنوب وشمال الفونج تأسس الحزب منذ بداية ستينيات القرن الماضي حيث شهد السودان النهضة الثقافية التي أدت لارتفاع نسبة الوعي بالحقوق المدنية والسياسية.

## تاريخ
كان لأبناء الفونج بالخرطوم نادي ثقافي اجتماعي رياضي، وشكل نقطة تلاقي لكل أبناء الفونج وعنوان النادي مكانه  بارز بالخرطوم حي الديوم الشرقية، وإبان فترة الأحزاب السياسية كانت منطقة النيل الأزرق وبصفة أخص جنوبها، تنتمي روحيا «لطائفة الختمية وسياسيا للحزب الوطني الاتحادي»، ثم كان التفكير في الممارسات الحزبية التي تجعل من الأقاليم مناطق نفوذ لمرشحيها في مواسم الانتخابات، وبالتالي التفكير في تكوين تنظيمات سياسية تعبر عن تلك الأقاليم سياسيًا في الإطار القومي مركز صنع القرار.
كانت تلك الخلفية الدافع الأساسي لتكوين تنظيم اتحاد عام جنوب وشمال الفونج وذلك منذ فجر 1966م - 1967م، واكتملت الفكرة بعد انتفاضة أبريل ضد الرئيس نميري.

## التأسيس
بعد جلسات عديدة ونقاشات ومقترحات كثيرة توصل أعضاء التنظيم إلى اختيار الاسم ليكون (اتحاد عام جنوب وشمال الفونج)، معتبرين فيه البعد الجغرافي وليس العرقي.
وجرى كتابة البرنامج السياسي للتنظيم تحت مسمى (ميثاق العمل الوطني) متضمنا «الرؤية السياسية والأعراف والمبادئ ووسائل تحقيق تلك الأهداف والمبادئ ولوائح تنظيم العمل» وبذلك تم تسجيل التنظيم رسميًا في الدولة بتاريخ الأول من أغسطس 1985م.

## المشاركات السياسية
- شارك في مؤتمر الانتفاضة المدنية.
- شارك في مؤتمرات خارجية منها (امبو وكوكادام) بأثيوبيا.
- شارك في انتخابات البلاد القومية في الديموقراطية الثالثة من ضمن تجمع (تضامن قوي الريف السوداني).

## تجميد النشاط ثم عودته
كان التنظيم من بين التنظيمات والأحزاب السياسية التي جمدت أنشطتها السياسية بعد عهد الإنقاذ في 1989م.
في عام 2004م تم إلغاء المادة 21 المقيدة لعمل الأحزاب السياسية في السودان، وبالتالي تقدم الحزب بأوراقه لمسجل التنظيمات والأحزاب السياسية، ومُنح الحزب شهادة اخطار بالرقم 54 يسمح بموجبه ممارسة النشاط السياسي.
في عام 2009م أعاد الحزب تسجيل برنامجه لدى مجلس شؤون الأحزاب السياسية وفقا لقانون الأحزاب السياسية السوداني لسنة 2007م.
في عام 2010م خاض الحزب انتخابات البلاد القومية في ثلاث ولايات (الخرطوم، سنار، النيل الأزرق) ولم يفز بدائرة.
في عام 2013م أقام الحزب مؤتمره العام الرابع في الدمازين، حيث انتخبت مؤسسات تنفيذية وتشريعية على المستوى القومي والولايات والمحليات والقواعد.
في عام 2015م خاض الحزب انتخابات البلاد القومية في أربعة ولايات (الخرطوم، الجزيرة، سنار، النيل الأزرق) ومكاتب فاعلة بولايات القضارف وكسلا والبحر الأحمر، وهؤلاء كانوا مؤتمرين في المؤتمر العام القومي الثالث للحزب.
فاز الحزب بدائرة جغرافية قومية ودائرة ولائية وقوائم الأحزاب والمرأة، وبالتالي شارك في الجهاز التنفيذي بوزير في حكومة ولاية النيل الأزرق ورئيس لجنة بمجلس تشريعي ولاية النيل الأزرق.
شارك الحزب في الحوار الوطني بلجانه الست وجمعيته العمومية ووقع على الوثيقة الوطنية.